# Sova (pítko)
Sova je socha a pítko na dlážděném prostranství před rektorátem VŠB – Technické univerzity Ostrava poblíž bronzových soch Pedagogové a studenti v Ostravě-Porubě. Geograficky se místo nachází v Ostravské pánvi v Moravskoslezském kraji a v Horním Slezsku.
Mramorové pítko ve tvaru sovy a sloupku vytvořil sochař Rudolf Kouba (1932–2005) v roce 2002. Dílo je součástí sbírek Univerzitního muzea VŠB – Technické univerzity Ostrava. Místo je celoročně volně přístupné. Jako zdroj pitné vody funguje jen v letní sezóně.

## Galerie

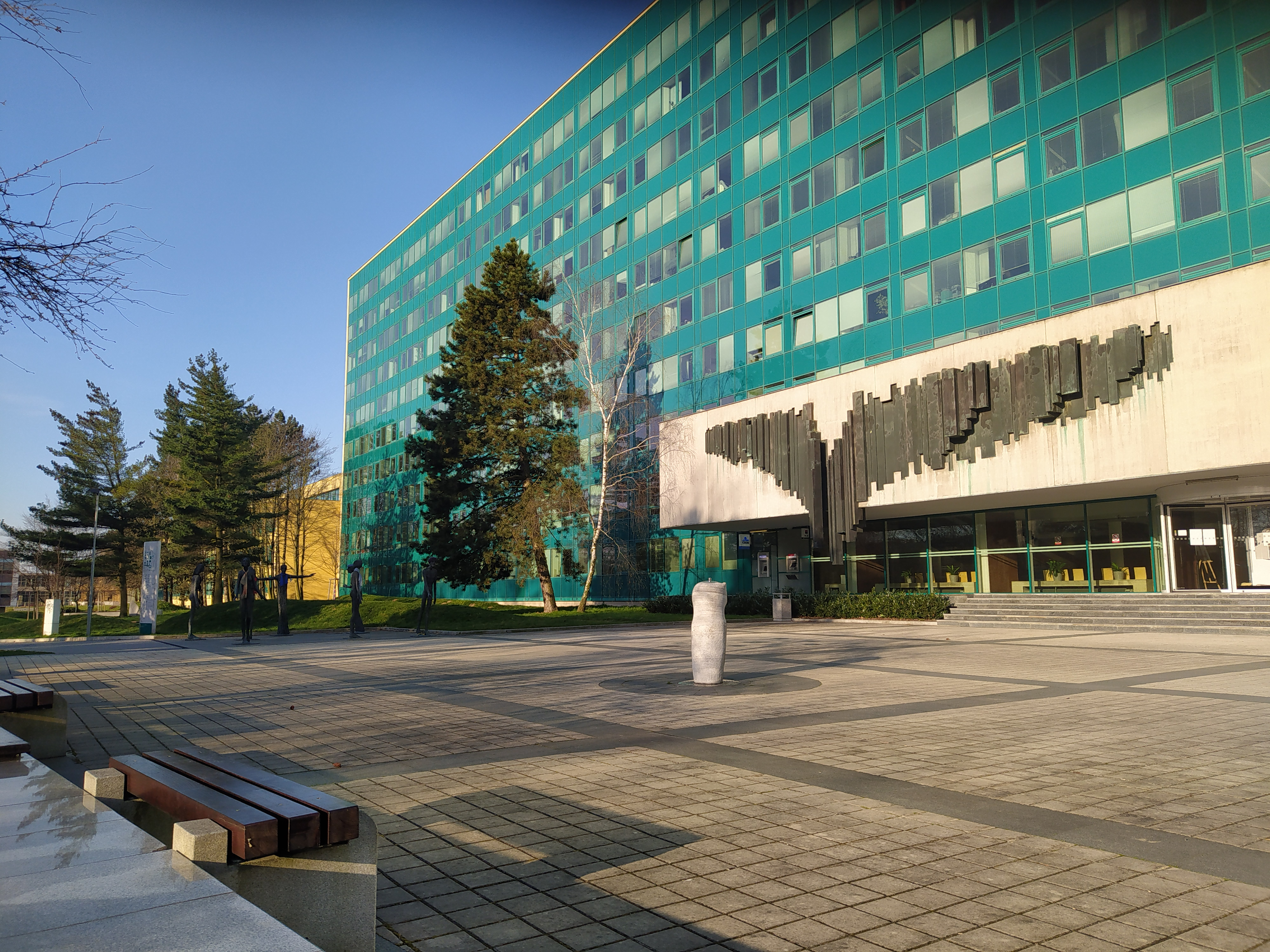
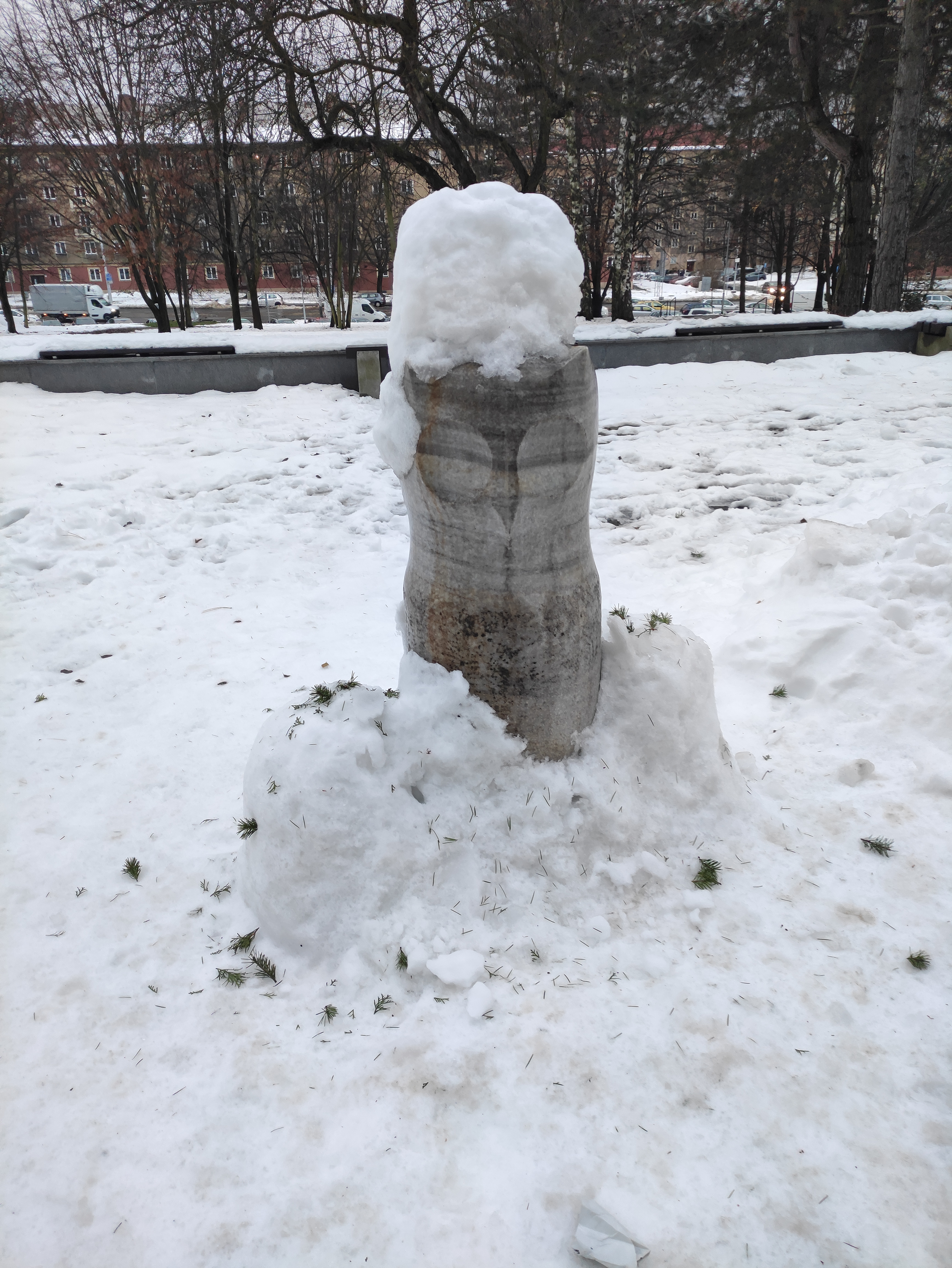